# Fina Gomez
Fina Gomez (née Josefina Gómez Revenga en 1920 et morte en 1997) est une photographe et mécène vénézuélienne. Elle vécut longtemps à Paris où elle constitua, au cours des années 1950 à 1990, une riche collection de céramiques contemporaines qu'elle souhaita léguer au Musée des arts décoratifs de Paris. 

## Biographie
Fina Gomez est née à Caracay, Venezuela, le 29 octobre 1920. Elle est la fille de José Vicente Gómez Bello, fils aîné du général Juan Vicente Gómez qui gouverna le Venezuéla de 1908 à 1935. Son père devient vice-président du Venezuela en 1922. En 1928, il se brouille avec son père le général Gomez et s'installe à Paris où la jeune Fina fera de longs séjours. Elle se tourne jeune vers le dessin et la peinture, et réalise ses premiers travaux photographiques à New York où elle habite jusqu'à l'entrée en guerre des États-Unis en 1941. Elle réside Caracas jusqu'à la fin de la guerre, puis voyage longuement au Brésil et en Argentine, avant de s'installer définitivement à Paris. Grâce à la fortune héritée de sa famille, elle acquiert un hôtel particulier avenue Georges Mandel, dans lequel elle installe son atelier de photographie. Elle crée en 1961 à Genève la Fondation Fina Gomez dont l'objet est d'aider de jeunes artistes et de promouvoir les échanges culturels entre la Venezuela et la France.
Elle s'intéresse de plus en plus à la céramique contemporaine et acquiert de nombreuses pièces pour soutenir de jeunes céramistes. En 1968, elle installe chez elle un atelier de céramique pour son amie la céramiste vénézuélienne Cristina Merchán (1926-1987). 
Son hôtel particulier parisien accueille plus de cinq cents œuvres de céramistes réputés tels que  Pierre Bayle, Claude Champy, Robert Deblander, Francine Del Pierre, Geoffrey Doonan, Fance Franck, Jean Girel, Shoji Hamada, Bernard Leach, Christina Merchán, Daniel de Montmollin, Alev Siesbye, etc. Sa collection de céramique est exposée en 1991 au Musée des Arts Décoratifs à Paris. La collection fut finalement vendus par ses héritiers à Londres en avril 2017.
Mariée deux fois, elle eut une fille de chacun de ses maris.
Elle est morte au Val d'Aran, Espagne, le 17 décembre 1997, où elle est enterrée.

## Œuvres

### Exposition de ses photographies
- 1945 Ateneo de Caracas
- 1951 Maison de l'Amérique Latine, Paris
- 1955 Librairie Espagnole, Paris
- 1956 "Racines", Galerie Boler, Paris
- 1958 Galerie Boler, Paris

### Livres
- Fotografias, Draeger, 1954
- Racines, photographies de Fina Gomez, poèmes de Pierre Seghers, Intercontinentale du Livre, 1956
- Les Pierres, photographies de Fina Gomez, poèmes de Pierre Seghers, Intercontinentale du Livre, 1958

## Écrits sur Fina Gomez
- Par amour des formes, revue Métiers d'art, n° 16-17, octobre 1981
- Amateur et céramiste, Fina Gomez et Christina Merchán, Claire du Rusquec, La Revue de la céramique et du verre, n°37, nov.-déc. 1987
- Présence silencieuse et permanente, catalogue de l'exposition L'Europe des céramistes, centre culturel de l'Yonne, 1989
- Collection Fina Gomez : 30 ans de céramiques contemporaine, catalogue d'exposition, Musée des Arts Décoratifs, Paris, 12 mars-23 juin 1991
- "Fina Gómez se llevó su fotografía", article nécrologique de Ana María Hernández, El Universal, Caracas, 10 janvier 1998, p. 3/10